# Macron (empresa)
Macron é uma fabricante italiana de equipamentos de  futebol, basquetebol, basebol, rugby, andebol, futsal e voleibol. Tem ligações em toda a Europa e sua sede está localizada em Crespellano, Itália. Foi fundada em 1971. Em 2007, muitos clubes desportivos de todo o mundo começaram a usar Macron como seu patrocinador para o desporto, o que aumentou a receita da empresa de forma drástica. Também é a fornecedora dos uniformes dos árbitros da UEFA Champions League, substituindo a alemã Adidas. A Macron opera sob o lema "Work Hard, Play Harder".

## Fornecimento e patrocínio

### Seleções
- Albânia
- Andorra
- Armênia
- Bahrein
- Bielorrússia
- Bulgária
- Chipre
- Congo
- Comores
- Geórgia
- Guam
- Ilhas Faroé
- Irlanda do Norte
- Liechtenstein
- Luxemburgo
- Madagascar
- República Centro-Africana
- República Dominicana
- San Marino
- Sérvia
- Taiti

### Clubes
Angola
- Benfica de Luanda
- Bravos do Maquis
- Recreativo do Libolo
- Sagrada Esperança

Alemanha
- Hannover 96
- Karlsruher

Argélia
- Annaba
- Béjaïa
- Paradou

Argentina
- Banfield
- Colegiales
- Vélez Sarsfield

Austrália
- Armadale
- Melbourne Victory
- Perth Glory

Áustria
- St. Pölten
- SV Horn
- Wacker Innsbruck

Bahrein
- Al-Muharraq
- Hidd Club

Bélgica
- Club Brugge
- Sint-Truidense
- Standard de Liège

Bielorrússia
- Gorodeya
- FC Minsk
- Gomel
- FC Lida
- FC Smorgon
- FC Sputnik Rechitsa

Bósnia e Herzegovina
- Zrinjski Mostar
- Željezničar

Cabo Verde
- Batuque

Canadá
- Atlético Ottawa
- Cavalry FC
- FC Edmonton
- Forge FC
- HFX Wanderers FC
- Pacific FC
- Valour FC
- York 9 FC

Chile
- Audax Italiano

Chipre
- APOEL
- Omonia

Coréia do Sul
- Incheon United

Croácia
- HNK Hajduk Split

Egito
- FC Masr
- Nogoom FC

Emirados Árabes Unidos
- Al Hamriyah
- Khor Fakkan

Escócia
- Dundee United
- Hibernian
- Motherwell
- Ross County
- St. Johnstone
- Dundee
- Queen of the South
- Stirling Albion

Eslováquia
- DAC

Espanha
- Cádiz
- CD Constancia
- Flat Earth FC
- Levante
- Melilla
- Osasuna
- Real Sociedad
- UD Logroñés

Estados Unidos
- Miami FC
- Phoenix Rising FC
- FC Tucson

Estônia
- JK Tallinna Kalev
- JK Vaprus Vändra

Etiópia
- Saint George

França
- Angoulême
- Auxerre
- Évreux FC 27
- Maccabi Paris
- Nantes
- Pacy Ménilles

Gana
- Bechem United

Grécia
- Asteras Tripolis
- Lamia
- PAOK
- Asteras Rethymnou
- Kerkyra

Hong Kong
- Southern District

Hungria
- Honvéd

Inglaterra
- Blackburn Rovers
- Bolton Wanderers
- Bristol Rovers
- Bromley
- Colchester United
- Corinthian-Casuals
- Crystal Palace
- Gillingham
- Maidstone United
- Millwall
- Morecambe
- Reading
- Scunthorpe United
- Stevenage
- Stoke City
- Sutton United
- West Bromwich
- Wrexham

Irlanda
- Longford Town

Islândia
- Fylkir
- HK
- Valur
- Víkingur

Israel
- Hapoel Kfar Saba
- Hapoel Tel Aviv
- Maccabi Herzliya
- Maccabi Petach Tikva

Itália
- Bologna
- Caronnese
- Delta Porto Tolle
- Fermana
- Giana Erminio
- Matelica Calcio
- Piacenza
- Ravenna
- Reggiana
- Sampdoria
- San Donato
- SPAL
- Ternana
- Trento
- Udinese
- Virtus Bolzano

Kosovo
- KF Vëllaznimi
- KF Liria
- KF Ballkani

Líbano
- Shabab Arabi

Macedônia do Norte
- Shkëndija

Noruega
- Haugesund
- Kristiansund BK
- Sandefjord
- Stabæk
- Start
- Sandnes Ulf
- Notodden FK
- Åsane
- Levanger

País de Gales
- Bala Town
- Barry Town United
- Connah's Quay Nomads
- Llanelli Town
- Wrexham

Polônia
- Lech Poznań
- Raków Częstochowa
- Wisła Kraków

Portugal
- Académico de Viseu
- Ermesinde Sport Clube 1936
- Famalicão
- Lusitano de Évora
- Oeiras
- Penafiel
- Salgueiros
- União da Madeira
- Vitória de Guimarães

Qatar
- Qatar SC

Quênia
- Gor Mahia

República Tcheca
- Baník Ostrava

Romênia
- Dinamo București
- Argeș Pitești
- Voluntari

Rússia
- FC Nosta Novotroitsk
- FC Zorky Krasnogorsk

Sérvia
- Estrela Vermelha
- Radnički Niš

Suiça
- Sion
- Thun

Tunísia
- CS Sfaxien
- Étoile du Sahel
- Olympique de Béja

Turquia
- Trabzonspor Kulübü
- Yeni Malatyaspor
- Altınordu FK
- Samsunspor
- Niğde Anadolu

Uruguai
- Juventud de Las Piedras
- Racing de Montevideo

Zâmbia
- Red Arrows
- Green Eagles
- Lusaka Dynamos
- NAPSA Stars
- Lumwana Radiants

Zimbábue
- Ngezi Platinum